# Syrena (chińsko-hongkoński film 2016)
Syrena (chiń. 美人鱼, pinyin Měirényú) – chińsko-hongkońska komedia romantyczna z 2016 roku wyreżyserowana i napisana przez Stephena Chowa.
Film miał swoją premierę w Chinach 8 lutego 2016 roku. Krótko po swojej premierze pobił liczne rekordy kasowe takie jak największy dochód w dniu premiery  i w pierwszym tygodniu od dnia premiery w Chinach. 19 lutego film został najbardziej kasowym chińskim filmem wszech czasów, w sierpniu 2017 roku został nim film Wolf Warrior 2.
W Polsce film został po raz pierwszy zaprezentowany 29 czerwca 2018 roku podczas przeglądu Nowe Kino Chińskie pod tytułem Syrena.

## Fabuła
Biznesmen Liu Xuan (Deng Chao) pracuje nad projektem osuszenia morza, co zagraża syrenom, które są zależne od morza. Piękna syrena Shan (Lin Yun), która może także chodzić po lądzie zostaje wysłana na stały ląd, aby powstrzymać Xuana. Ich spotkanie skutkuje tym, ze para się w sobie zakochuje. Z miłości Xuan postanawia porzucić plan.

## Obsada
- Deng Chao jako Liu Xuan (刘轩)
- Lin Yun jako Shan (珊), tytułowa bohaterka
- Show Luo jako Ośmiornica (八哥)
- Zhang Yuqi jako Ruolan (若兰)
- Kris Wu jako Long Jianfei (cameo)
- Lu Zhengyu
- Fan Shuzhen
- Li Shangzheng
- Bo Xiaolong
- Pierre Bourdaud
- Ivan Kotik
- Kong Lianshun  (cameo)
- Bai Ke (cameo)
- Chiu Chi Ling (cameo)
- Tin Kai-man (cameo)
- Tsui Hark (cameo)
- Wen Zhang (cameo)
- Yang Neng
- Zhang Mei’e

## Produkcja
Film Mei ren yu był kręcony od października 2014 roku do lutego 2015 roku w trzech miejscach: Shenzhen, Kantonie oraz Dongguanie, a następnie w Pekinie, z budżetem 60,72 milionów dolarów. Przed zdjęciami potwierdzonymi członkami obsady byli Deng Chao, Show Luo, Zhang Yuqi i debiutantka Lin Yun, która została wybrana w konkursie talentów zorganizowanym specjalnie na potrzeby filmu w Shenzhen.

### Casting
Stephen Chow wybrał Denga Chao, aby odegrał główną męską rolę filmu – Liu Xuana, choć brany był pod uwagę także Show Luo (w filmie wcielił się w rolę Ośmiornicy, a wcześniej pracował z Chowem w filmie Journey to the West: Conquering the Demons). Chow wyjaśnił, że ostatecznie wybrał Denga Chao jako odtwórcę głównej roli ze względu na jego przytłaczającą popularność w Chinach, reżyser był także pewny talentu komediowego Denga po obejrzeniu jego występu w filmie The Breakup Guru.
Zhang Yuqi po raz pierwszy pracowała z Chowem w filmie Cheung gong 7 hou, dzięki swojej roli zyskała sławę. Oboje później wypadł w bardzo nagłośnione sporu umownego. Kiedy Zhang otrzymała telefon od Chowa była w obcym kraju, podczas gdy jej samochód się zepsuł. Zgodziła się, aby dołączyć do obsady zagrać czarny charakter w filmie i opisała tę rolę jako osobiste wyzwanie.
Wybór aktorki odgrywającej tytułową postać, „Syreny” Shan, był jednym z najbardziej nagłośnionych części procesu filmowania. Jak donosił „Oriental Daily News”, wówczas 18-letnia aktorka Yun Lin została wybrana przez Chowa i jego zespół z ponad 120 tysięcy uczestniczek w konkursie talentów, który odbył się w Shenzhen, ze względu na jej skromną osobowość. Według Lin Yun, udała się na przesłuchania po namowie jej przyjaciół i dlatego, że zawsze podziwiała Stephena Chowa.
Przesłuchania odbywały się od 31 lipca do 15 sierpnia 2014 roku, kiedy każda kandydatka mogła przesłać CV na stronę internetową. Po pierwszej rundzie wybrano 43 kandydatki, z których następnie 13 wzięło udział w konkursie 15 września 2014 roku. Spośród nich osiem zostało wybranych, aby kontynuować przesłuchania. Lin Yun ostatecznie zdobyła rolę w filmie.

### Kręcenie filmu
Kręcenie i produkcja filmu Mei ren yu była dobrze strzeżoną tajemnicą. Ogromny plan będący schronieniem syren w filmie został wybudowany w Shenzhen, w opuszczonej fabryce, w której kiedyś produkowano szkło. Według raportów większość scen w filmie kręcono ponad 50 razy, aby sprostać rygorystycznym standardom Chowa. Reżyser osobiście trenował większość obsady. Lin Yun powiedziała, że Chow nigdy nie krzyczał na nią i często ją pilnował. Grając rolę syreny Lin często musiała zakładać uprząż bezpieczeństwa podczas kręcenia podwodnych scen. Jako że nie była do tego przyzwyczajona, często doznawała obrażeń na całym ciele.
Filmowanie zakończono zdjęciami w Pekinie 2 lutego 2015 roku, a następnie zaczęła się postprodukcja, dodawanie efektów wizualnych przez Kena Lawa i jego Different Digital Design Ltd., jak również przez MACROGRAPH, Ltd. z Korei Południowej, z których oba pracowały przy produkcji innego filmu Chowa, Journey to the West: Conquering the Demons.

## Kampania promocyjna
Stephen Chow udał się w trasę po 20 miastach w celu promowania nowego filmu, Mei ren yu, podczas której odbyło się wiele spotkań z fanami. Dziewięć firm, w tym China Film Group, Hehe (Shanghai) Pictures i Enlight Media, zainwestowało w produkcję, a cztery firmy – Star Overseas, Hehe Pictures, Maxtimes Culture oraz Union (Beijing) Pictures – współpracowały w zakresie marketingu i promocji.

## Odbiór

### Dochód
Mei ren yu odnotował rekordowe otwarcie w wysokości 40,9 mln dolarów, co jest największym dochodem w dzień premiery dla chińskiego filmu (pokonując Lost in Hong Kong), a także drugim ogólnie przegrywając z Szybcy i wściekli 7. Przez siedem dni od premiery film zarobił w sumie 275,1 mln dolarów ustanawiając kolejny rekord dla największego siedmiodniowego zysku i największy zysk w tydzień otwierający w Chinach (pokonując film Szybcy i wściekli 7), a także na trzecim miejscu za hollywoodzkimi filmami (Gwiezdne wojny: Przebudzenie Mocy, Jurassic World) na świecie. Z dniem 7 kwietnia 2016 roku film Mei ren yu zarobił 550,58 mln dolarów w Chinach, a 553,81 łącznie. Ze względu na jego sukces wyświetlanie w kinach w Chinach zostało również przedłużone do czerwca 2016 roku. Film jest drugim najbardziej kasowym chińskim filmem wszech czasów.

### Krytyka w mediach
Odbiór filmu był na ogół pozytywny. W serwisie Rotten Tomatoes krytycy przyznali wynik 93% ze średnią ocen 7,1/10. Na portalu Metacritic film dostał od krytyków 69 punktów na 100.